# Lorraine Coghlan
Lorraine Coghlan (ur. 23 września 1937 w Warrnamboolu) – australijska tenisistka, mistrzyni juniorskiego Australian Open w grze pojedynczej z 1956 roku.
Pochodzi ze stanu Wiktoria w Australii. W 1956 roku wygrała wielkoszlemowy turniej Australian Open w grze pojedynczej dziewcząt. W 1958 roku już jako seniorka, w parze z Australijczykiem Robertem Howe’em odniosła swój największy sukces, wygrywając turniej w Wimbledonie w grze mieszanej oraz osiągając finał w tym samym roku w Roland Garros, z tym samym partnerem.
Na swoim koncie ma również finał gry singlowej w Australian Open w 1958 roku, przegrany z Angelą Mortimer 3:6, 4:6, oraz czterokrotne finały debla w Roland Garros, w 1958, 1959, 1960 i 1960 roku.